# Klaus Zürner
Klaus-Heinrich Carl Zürner (* 13. November 1932 in Rochlitz; † 17. März 2010 in Leipzig) war ein deutscher Maler und Grafiker.

## Leben
Klaus Zürner (oft auch Klaus Heinrich oder Klaus H. Zürner) war das zweite Kind eines Forstmeisters und einer Sängerin und Pianistin. Seine Schwester war die Umweltaktivistin Barbara Zürner (1929–2002), die Opfer einer Gewalttat wurde. 1948 erhielt Klaus Zürner ersten privaten Malunterricht bei Hans Weiss in Aue.

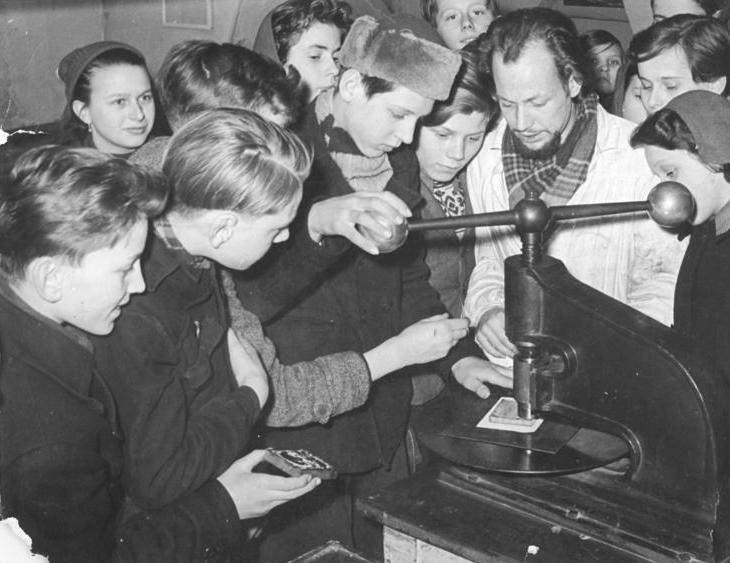
Klaus Zürner 1956 als Student mit Schülern an einer Druckpresse

Nach dem 1951 abgelegten Abitur begann er sein Studium an der Hochschule für Grafik und Buchkunst Leipzig. Hier war es besonders seine Lehrerin Elisabeth Voigt, die ihn prägte. Als Diplom-Arbeit schuf er 1956 eine Serie von sieben Farbholzschnitten zu Ernest Hemingways Der alte Mann und das Meer. Schon hier, aber auch bei den etwas später entstandenen Passionsbildern zeigte sich, dass seine vom Expressionismus inspirierte Darstellungsweise nicht der staatlich präferierten Stilrichtung des Sozialistischen Realismus entsprach.
Ab 1956 war Zürner freischaffend in Leipzig tätig. Bereits 1957 war er an der Gründung der über viele Jahre am Markt in Leipzig beheimateten christlichen Galerie „Wort und Werk“ beteiligt, deren alleiniger Organisator er von 1960 bis 1990 war. In diesem Zeitraum fanden unter seiner Leitung 345 Ausstellungen statt. Hier präsentierte er neben den Großen, wie Ernst Barlach oder Otto Dix, auch in der DDR weniger akzeptierte Künstler, unter ihnen Albert Ebert, Albert Wigand, Edmund Kesting und Gerhard Altenbourg. Auch die „jungen Wilden“ um Hans-Hendrik Grimmling, Günther Huniat und Lutz Dammbeck kamen bei ihm zu Wort. Viele junge Künstler erhielten die Chance einer ersten Personalausstellung.

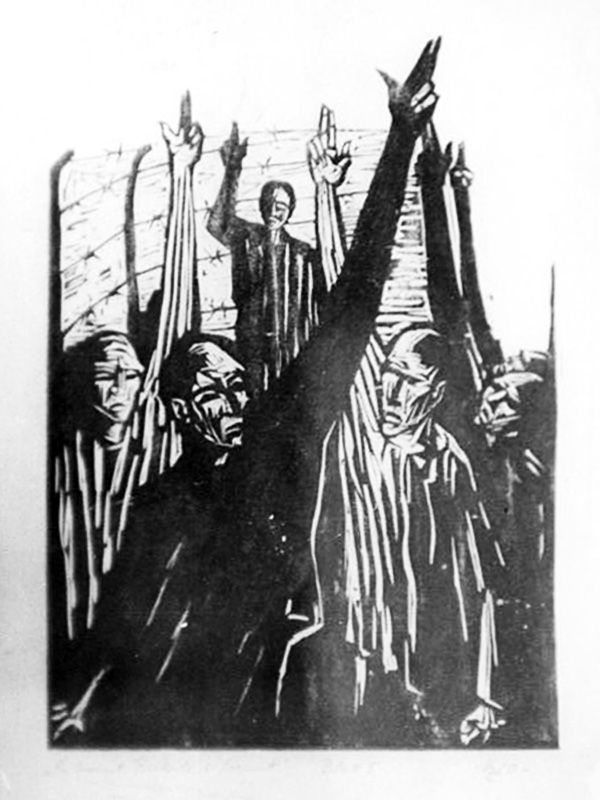
Es brennt, Briderle, es brennt, Holzschnitt 1960

Zürner gehörte von 1957 bis 1990 dem Verband Bildender Künstler der DDR (VBK) an und konnte hier in Leitungsfunktionen jungen Künstlern bei ihrem Start behilflich sein, sei es bei der Beschaffung von Atelierräumen oder der Überwindung DDR-typischer bürokratischer Hürden. Von 1990 an war er Vorstandsmitglied des BBK Leipzig, einer Nachfolgeorganisation des VBK, und des Künstlerbundes Dresden e.V.
Von 1982 bis 1991 hatte Zürner einen Lehrauftrag an der Karl-Marx-Universität Leipzig. 1993 übersiedelte er nach Radebeul und richtete dort sein Atelier ein. Zürner hatte in der DDR eine bedeutende Anzahl von Einzelausstellungen und war auf vielen wichtigen Gruppenausstellungen vertreten, u. a. in Dresden 1962/63 auf der Fünften Deutschen Kunstausstellung und 1982/83 auf der IX. Kunstausstellung der DDR.
Trotz großen Verständnisses für das Moderne in der Kunst war Zürner einem traditionellen Genre zugewandt, dem Porträt. Er porträtierte zum Beispiel Herbert Alfred Stiehl für die Reihe der Superintendenten im Chorraum der Thomaskirche in Leipzig. Von 1995 bis 2006 erfüllte er einen Auftrag über 17 großformatige Porträts bedeutender historischer Wissenschaftler für den Senatssaal der Leipziger Hochschule für Technik, Wirtschaft und Kultur Leipzig.
Werke Zürners befinden sich u. a. in der Dresdner Galerie Neue Meister, im Gellert-Museum Hainichen, im Museum der bildenden Künste Leipzig, in der Kunstsammlung der Universität Leipzig, im Regierungspräsidium Leipzig, in der Städtische Kunstsammlung Radebeul, der Staatliche Kunstsammlungen Schwerin und der Galerie Marinow Targoviste.
Zürner war mit der Malerin und Grafikerin Renate, geb. Müller, verheiratet.

## Ehrungen
- 1989 Hans-Grundig-Medaille
- 2010 Bundesverdienstkreuz am Bande

## Werke (Auswahl)

### Malerei und Grafik (Auswahl)
- Zwei Denkmale (Öl auf Leinwand, 100,5 × 73,1 cm, 1983; Galerie Neue Meister Dresden)[2]
- Ballettszene (Radierung, 53,1 × 38,5 cm, 1992; Kunstfonds Sachsen)[3]

### Buchillustrationen (Auswahl)
- Hanna Klose-Greger: Roswitha von Gandersheim. Union-Verlag Berlin, 1961

- Bodo Kühn: Sturmnacht. Union Verlag, Berlin 1967, Lizenz-Nr. 395/1673/67 ES8C.

- Bodo Kühn: Der Stadtpfeifer. Union-Verlag Berlin, 1969
- Bode Kühn: Burgscheidunger Geschichten. Union-Verlag Berlin, 1981

- Bodo Kühn: Die Bauern von Molsdorf. Evangelische Verlagsanstalt, Berlin 1987, ISBN 9783374002160.